# 49 Dywizja Strzelecka (ZSRR)
49 Dywizja Strzelecka (ros. 49-я стрелковая дивизия) – związek taktyczny piechoty Armii Czerwonej.
Dywizja brała udział w wojnie zimowej. W lipcu 1940 została przeniesiona z Leningradzkiego Okręgu Wojskowego do Zachodniego Specjalnego Okręgu Wojskowego. 
W czerwcu 1941 roku pod dow. płk K.F. Wasiliewa w składzie 4 Armii Okręgu Zachodniego. 

## Struktura organizacyjna
- 15 Pułk Strzelecki
- 212 Pułk Strzelecki
- 222 Pułk Strzelecki
- 31 Pułk Artylerii Lekkiej
- 166 Pułk Artylerii Haubic
- 121 dywizjon przeciwpancerny,
- 291 dywizjon artylerii przeciwlotniczej,
- 91 batalion rozpoznawczy
- 1 batalion saperów
- inne pododdziały